# Anthene lemnos
The Large Ciliate Blue hoặc Large Hairtail (Anthene lemnos) là một loài bướm thuộc họ Lycaenidae. Loài này có ở phía nam châu Phi.
Sải cánh từ 27–30 mm đối với con đực và 27–31 mm đối với con cái. Cá thể trưởng thành mọc cánh quanh năm, đỉnh điểms vào mùa hè và autumn.
Ấu trùng ăn các loài Erythrococco berberidea và Erythrococco polyandra.

## Phân loài
- Anthene lemnos lemnos (KwaZulu-Natal to Mozambique và Zimbabwe, Malawi)
- Anthene lemnos loa (Strand, 1911) (north-phía đông Tanzania và bờ biển của phía đông Kenya)

## Hình ảnh

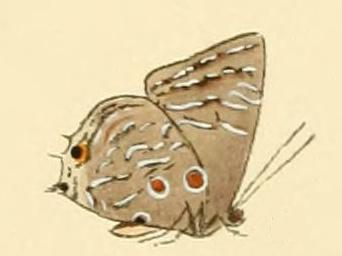
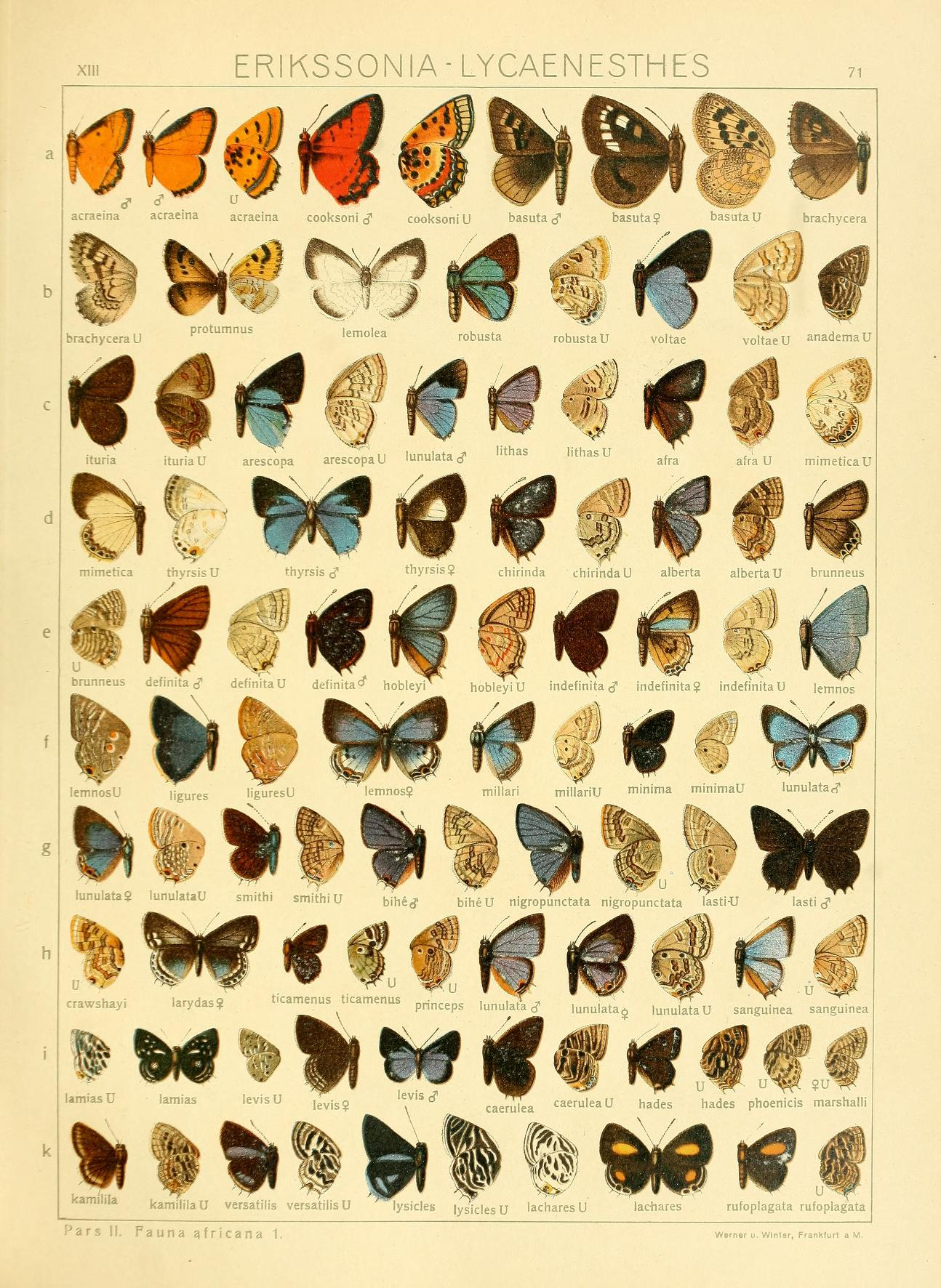